# Мильо Попризов
Мильо Божинов Попризов (изписване до 1945 година: Мильо Божиновъ попъ Ризовъ) е български революционер, деец на Вътрешната македоно-одринска революционна организация.

## Биография
Роден е в 1879 година в струмишкото село Колешино, тогава в Османската империя, днес в Северна Македония. В 1904 година се присъединява към ВМОРО и действа като куриер и милиционер до 1912 година. Пренася оръжие и дрехи за колешинската чета. Продължава с революционната дейност и след като Струмишко попада в Кралството на сърби, хървати и словенци в 1919 година. Предаден от шпионин, Попризов е арестуван, малтретиран и осъден в Скопие на 2 години строг тъмничен затвор. След 18 месеца излизаот затвора и продължава да се занимава с революционна дейност.
На 27 април 1943 година, като жител на Колешино, подава молба за българска народна пенсия, която е одобрена и пенсията е отпусната от Министерския съвет на Царство България.